# Ameletopsidae
Ameletopsidae (лат.) — семейство подёнок.

## Описание
Передние крылья имаго с множеством жилок. Личинки хищники, развиваются в холодных реках и ручьях.

## Классификация
К семейству относится: 2 подсемейства, 5 родов. К этому семейству некоторые систематики относят ископаемый род Promirara, но другие авторы его включают в семейство Siphlonuridae
- Подсемейство: Ameletopsinae Edmunds, 1957
  - Род: Ameletopsis Phillips, 1930
    - Ameletopsis perscitus (Eaton, 1899)

  - Род: † Balticophlebia Demoulin, 1968
    - † Balticophlebia hennigi Demoulin, 1968

  - Род: Chaquihua Demoulin, 1955
    - Chaquihua penai Demoulin, 1955
    - Chaquihua bullocki Navas, 1930

  - Род: Mirawara Harker, 1954
    - Mirawara aapta Harker, 1954
    - Mirawara megalopteria Riek, 1955
    - Mirawara purpurea Riek, 1955
- Подсемейство: Chiloporterinae Landa, 1973 — иногда рассматривается как отдельное семейство
  - Род: Chiloporter Lestage, 1931
    - Chiloporter eatoni Lestage, 1931
- Род: † Nebesna Godunko, Martynov, Damzen et Staniczek, 2025
  - † Nebesna sotnia Godunko, Martynov, Damzen et Staniczek, 2025

## Палеонтология
Ископаемый вид Balticophlebia hennigi известен из Балтийского янтаря (приабонский ярус эоцена) возрастом 38,0— 33,9 млн лет. Другой Nebesna sotnia был также обнаружен в эоценовом Балтийском янтаре возрастом около 40 млн лет, описан в 2025 году.

## Распространение
Представители семейства встречаются в Австралии, Новой Зеландии и на юге Южной Америки (Чили и Аргентина).